# Anri Sakura
Anri Sakura (桜 あんり?, Sakura Anri; 16 dicembre 1992) è una modella e gravure idol giapponese.

## Biografia
Appassionata di danza (in particolare il ramo dell'hip hop), intraprende la carriera di modella, dapprima come race queen e successivamente come gravure idol, ottenendo la popolarità massima tra il 2012 e il 2014.

## DVD (lista parziale)

### 2012
- 27 gennaio 2012 - Hajimete no bikini (The first bikini)
- 27 aprile 2012 - Sakura kiss
- 27 luglio 2012 - Anri mankai
- 5 ottobre 2012 - Sa +
- 20 ottobre 2012 - Torokeru cherry pai

### 2013
- 25 maggio 2013 - Ani monogatari (Older brother story)
- 20 luglio 2013 - Tokki ̄ tokki ̄ merute ~i
- 13 dicembre 2013 - Momo no ki (Vol.4)

### 2014
- 25 aprile 2014 - Anri pai

### 2015
- 1 maggio 2015 - Hontōnidekappu Sakura Anri gattai-ban